# Wenderson Galeno
Wenderson Rodrigues do Nascimento Galeno (Barra do Corda, Maranhão, 22 de octubre de 1997), más conocido como Galeno o Wenderson Galeno, es un futbolista brasileño que juega de delantero en el Al-Ahli Saudi F. C. de la Liga Profesional Saudí.

## Trayectoria

### Inicios
Galeno nació en Barra do Corda, Maranhão, pero se fue de su casa a los 14 años para seguir su sueño de convertirse en futbolista profesional, y en 2014 se mudó al estado de Goiás y se unió a las categorías formativas del Trindade Atlético Clube. El 10 de febrero de 2016 debutó de manera profesional con el primer equipo en una victoria 3:0 ante la Associação Atlética Anapolina en el Campeonato Goiano, donde entró como suplente durante el segundo tiempo y marcó el primer y tercer gol del encuentro.
Galeno finalizó la competición con 5 goles en diez partidos y consiguió el premio al jugador revelación del torneo. Este desempeño le valió un contrato con el Grêmio Esportivo Anápolis en abril de 2016, sin embargo no llegó a disputar ningún partido por el equipo.

### Salto a Europa y F. C. Oporto

#### 2016-2017: segundo equipo y apariciones esporádicas
El 26 de junio de 2016, Galeno fue cedido por un año al Fútbol Club Oporto de la Primeira Liga de Portugal, que inicialmente lo designó a su equipo de reservas en la segunda división del país. Debutó el 7 de agosto como titular en una derrota 2:1 de visita ante el C. D. Aves.
El 20 de agosto Galeno marcó el tanto ganador en una victoria 2:1 de visita ante el Leixões Sport Club, su primer gol en Europa. El 16 de mayo de 2017, después de anotar 11 goles con las reservas, el equipo portugués lo contrató definitivamente por 5 años, con una cláusula de rescisión de €40 millones. Durante este periodo, Galeno también integró el equipo sub-23 campeón de la Premier League International Cup 2016-17, y ganó el Dragão de Ouro al atleta revelación del año en el club.
El 13 de octubre de 2017, Galeno debutó y anotó su primer gol en el equipo principal del F. C. Oporto después de reemplazar a Yacine Brahimi durante una victoria 6:0 de visita ante el Lusitano de Évora, en la tercera ronda de la Copa de Portugal. Ocho días después jugó su primer partido en la Primeira Liga, donde entró desde la banca en los últimos minutos de una victoria 6:1 de local ante el Futebol Clube Paços de Ferreira. Tres días después, Galeno tuvo su primera titularidad con el equipo en un empate sin goles contra el Leixões Sport Club en la fase de grupos de la Copa de la Liga de Portugal.

#### 2018-2019: cesiones a Portimonense S. C. y Rio Ave F. C.
El 23 de enero de 2018, Galeno se unió en condición de préstamo al Portimonense SC, también de la primera división de Portugal. En el equipo solo contribuyó con una titularidad en siete apariciones, y en julio volvió al F. C. Oporto, que ganó la Primeira Liga 2017-18 y consagró a Galeno con su primer título oficial después de únicamente jugar dos partidos de liga con el club.
El 11 de julio del mismo año, Galeno fue cedido al Rio Ave Futebol Clube por toda la Primeira Liga 2018-19. 15 días después realizó su debut en el club, y en competiciones internacionales europeas, durante la segunda ronda clasificatoria de la Liga Europa de la UEFA ante el Jagiellonia Białystok de Polonia, primero en una derrota de visita 1:0 y luego el 2 de agosto en un empate 4:4 de local, donde quedaron eliminados por diferencia de goles, pese a que Galeno anotó dos tantos.
El 26 de agosto marcó su primer gol en la primera división del país, donde anotó el tanto de apertura en un empate 1:1 de visita ante el Clube Desportivo de Tondela durante la tercera jornada de la liga. Galeno fue un titular constante en el equipo durante la temporada, y totalizó 9 goles y 11 asistencias en alrededor de 30 partidos.

### S. C. Braga
El 6 de agosto de 2019, Galeno se unió al Sporting Clube de Braga en un acuerdo por cinco años. El valor inicial de su transferencia fue de €3.5 millones en cuotas, que más el impuesto al valor agregado aumentó a la cifra de €4.3 millones; su cláusula de rescisión de €15 millones significó que Oporto retuvo el 50% de sus derechos económicos.
Galeno anotó su primer gol el 25 de agosto de 2019, en la tercera jornada de la temporada de liga, cuando abrió el marcador a los seis minutos de un encuentro que terminó 1:1 ante el Gil Vicente Futebol Clube. El 3 de noviembre, Galeno convirtió en dos minutos los dos únicos tantos de su equipo durante un empate 2:2 contra el Futebol Clube Famalicão de la ciudad vecina homónima.
En la Liga Europa de la UEFA, Galeno jugó todos los partidos del S. C. Braga hasta su eliminación en dieciseisavos de final contra el Rangers Football Club inglés. En los seis partidos de la fase de grupos, Galeno aportó con un tanto y 6 pases de gol —incluyendo 4 en las victorias de ida y vuelta ante el Beşiktaş Jimnastik Kulübü de Turquía— que le valieron terminar como el máximo asistidor del torneo.

## Vida personal
En marzo de 2022, Galeno se naturalizó como ciudadano portugués después de cinco años de residencia en el país.

## Estadísticas

### Clubes
Actualizado al último partido disputado el 28 de diciembre de 2024.
| Club                        | Div.          | Temporada     | Liga  | Liga  | Liga   | Copas nacionales | Copas nacionales | Copas nacionales | Copas internacionales | Copas internacionales | Copas internacionales | Total | Total | Total  |
| Club                        | Div.          | Temporada     | Part. | Goles | Asist. | Part.            | Goles            | Asist.           | Part.                 | Goles                 | Asist.                | Part. | Goles | Asist. |
| --------------------------- | ------------- | ------------- | ----- | ----- | ------ | ---------------- | ---------------- | ---------------- | --------------------- | --------------------- | --------------------- | ----- | ----- | ------ |
| F. C. Porto "B" Portugal    | 2.ª           | 2016-17       | 37    | 10    | 5      | —                | —                | —                | —                     | —                     | —                     | 37    | 10    | 5      |
| F. C. Porto "B" Portugal    | 2.ª           | 2017-18       | 17    | 5     | 0      | —                | —                | —                | —                     | —                     | —                     | 17    | 5     | 0      |
| F. C. Porto "B" Portugal    | Total club    | Total club    | 54    | 15    | 5      | 0                | 0                | 0                | 0                     | 0                     | 0                     | 54    | 15    | 5      |
| F. C. Porto Portugal        | 1.ª           | 2017-18       | 2     | 0     | 0      | 2                | 1                | 0                | 0                     | 0                     | 0                     | 4     | 1     | 0      |
| Portimonense S. C. Portugal | 1.ª           | 2017-18       | 7     | 0     | 1      | —                | —                | —                | —                     | —                     | —                     | 7     | 0     | 1      |
| Portimonense S. C. Portugal | Total club    | Total club    | 7     | 0     | 1      | 0                | 0                | 0                | 0                     | 0                     | 0                     | 7     | 0     | 1      |
| Rio Ave F. C. Portugal      | 1.ª           | 2018-19       | 27    | 5     | 5      | 7                | 2                | 1                | 2                     | 2                     | 0                     | 36    | 9     | 6      |
| Rio Ave F. C. Portugal      | Total club    | Total club    | 27    | 5     | 5      | 7                | 2                | 1                | 2                     | 2                     | 0                     | 36    | 9     | 6      |
| S. C. Braga Portugal        | 1.ª           | 2019-20       | 27    | 6     | 4      | 5                | 0                | 1                | 9                     | 1                     | 5                     | 41    | 7     | 10     |
| S. C. Braga Portugal        | 1.ª           | 2020-21       | 33    | 3     | 3      | 10               | 2                | 2                | 7                     | 2                     | 4                     | 50    | 7     | 9      |
| S. C. Braga Portugal        | 1.ª           | 2021-22       | 14    | 3     | 3      | 4                | 1                | 0                | 6                     | 6                     | 0                     | 24    | 10    | 3      |
| S. C. Braga Portugal        | Total club    | Total club    | 74    | 12    | 10     | 19               | 3                | 3                | 22                    | 9                     | 9                     | 115   | 24    | 22     |
| F. C. Porto Portugal        | 1.ª           | 2021-22       | 12    | 1     | 0      | 2                | 0                | 0                | 4                     | 0                     | 0                     | 18    | 1     | 0      |
| F. C. Porto Portugal        | 1.ª           | 2022-23       | 31    | 8     | 3      | 13               | 5                | 2                | 8                     | 2                     | 1                     | 52    | 15    | 6      |
| F. C. Porto Portugal        | 1.ª           | 2023-24       | 31    | 9     | 7      | 10               | 2                | 2                | 7                     | 5                     | 3                     | 48    | 16    | 12     |
| F. C. Porto Portugal        | 1.ª           | 2024-25       | 15    | 8     | 0      | 4                | 3                | 2                | 6                     | 1                     | 1                     | 25    | 12    | 3      |
| F. C. Porto Portugal        | Total club    | Total club    | 91    | 26    | 10     | 31               | 10               | 6                | 25                    | 8                     | 5                     | 146   | 44    | 21     |
| Total carrera               | Total carrera | Total carrera | 253   | 58    | 31     | 57               | 15               | 10               | 49                    | 19                    | 14                    | 359   | 93    | 55     |

## Palmarés

### Títulos nacionales
| Título                | Club         | País     | Año     |
| --------------------- | ------------ | -------- | ------- |
| Primeira Liga         | F. C. Oporto | Portugal | 2017-18 |
| Copa de la Liga       | S. C. Braga  | Portugal | 2019-20 |
| Copa de Portugal      | S. C. Braga  | Portugal | 2020-21 |
| Primeira Liga         | F. C. Oporto | Portugal | 2021-22 |
| Copa de Portugal      | F. C. Oporto | Portugal | 2021-22 |
| Supercopa de Portugal | F. C. Oporto | Portugal | 2022    |
| Copa de la Liga       | F. C. Oporto | Portugal | 2022-23 |
| Copa de Portugal      | F. C. Oporto | Portugal | 2022-23 |
| Copa de Portugal      | F. C. Oporto | Portugal | 2023-24 |
| Supercopa de Portugal | F. C. Oporto | Portugal | 2024    |

### Títulos internacionales
| Título                            | Club                | Sede | Año     |
| --------------------------------- | ------------------- | ---- | ------- |
| Liga de Campeones Élite de la AFC | Al-Ahli Saudi F. C. | Yeda | 2024-25 |

### Distinciones individuales
| Premio                                                        | Año     |
| ------------------------------------------------------------- | ------- |
| Jugador revelación del Campeonato Goiano                      | 2016    |
| Dragão de Ouro al atleta revelación del año del F. C. Oporto  | 2017    |
| Máximo asistidor de la Liga Europa de la UEFA (6 asistencias) | 2019-20 |